# Le Bar de la Tendresse
Pour plus de détails, voir Fiche technique et Distribution.
Le Bar de la Tendresse (The Tender Bar) est un film américain réalisé par George Clooney, sorti en 2021. Il s'agit d'une adaptation de l'autobiographie du même nom de l'écrivain et journaliste J. R. Moehringer (en).
Il est présenté en avant-première au festival du film de Londres, puis dans quelques salles américaines avant une diffusion sur Prime Video.

## Synopsis
En 1973, le jeune J. R. Maguire, âgé de 8 ans, grandit à Long Island, avec sa mère Dorothy. Sans logement, ils doivent retourner vivre chez son grand-père. Il n'a jamais connu son père, animateur radio. Il va nouer des liens très forts avec le frère de sa mère, Charlie, patron du bar local le Dickens. Cet oncle va devenir un père de substitution et J. R. va passer sa vie au bar, notamment lors des moments difficiles. De plus, Charlie pousse le jeune garçon, peu doué pour le sport, à devenir écrivain, alors que sa mère veut qu'il soit avocat. En 1986, il sort diplômé de l'université Yale. Quelques années plus tard, il intègre The New York Times.

## Fiche technique
Sauf indication contraire, les informations mentionnées dans cette section peuvent être confirmées par la base de données cinématographiques IMDb,  présente dans la section « Liens externes ».
- Titre original : The Tender Bar
- Réalisation : George Clooney
- Scénario : William Monahan, d'après l'autobiographie The Tender Bar de J. R. Moehringer (en)
- Musique : Dara Taylor
- Direction artistique : Bryan Felty
- Décors : Kalina Ivanov
- Costumes : Jenny Eagan
- Photographie : Martin Ruhe
- Montage : Tanya M. Swerling
- Production : George Clooney, Grant Heslov et Ted Hope

Producteurs délégués : J. R. Moehringer
- Sociétés de production : Smokehouse et Amazon Studios
- Société de distribution : Amazon Studios
- Budget : n/a
- Pays de production :  États-Unis
- Langue originale : anglais
- Format : couleur
- Genre : drame, récit initiatique, biographique
- Durée : 104 minutes
- Dates de sortie[1] :
  - Royaume-Uni : 10 octobre 2021 (avant-première au festival du film de Londres)
  - États-Unis : 17 décembre 2021 (sortie limitée en salles)
  - Monde : 7 janvier 2022 (sur Prime Video)
- Classification[2] :
  - États-Unis : R - Restricted

## Distribution
- Ben Affleck (VF : Boris Rehlinger) : Charlie Maguire
- Tye Sheridan (VF : Gabriel Bismuth-Bienaimé) : J. R. Maguire
- Lily Rabe (VF : Hélène Bizot) : Dorothy Maguire
- Christopher Lloyd (VF : Philippe Catoire) : M. Maguire, le père de Dorothy et Charlie
- Sondra James : Mme Maguire
- Daniel Ranieri (VF : Cécile Gatto) : J. R. Maguire, enfant
- Max Martini (VF : Jérémie Covillault) : Johnny « la voix » Michaels
- Ron Livingston (VF : Damien Boisseau) : le narrateur / J. R. Maguire, adulte
- Michael Braun : Bobo
- Matthew Delamater (VF : Laurent Morteau) : Joey D
- Max Casella (VF : Emmanuel Karsen) : « Chef »
- Rhenzy Feliz (VF : Simon Koukissa) : Wesley

## Production

### Genèse et développement
Le projet d'adaptation des mémoires de J. R. Moehringer est évoqué dès 2013. Produit par Sony Pictures et Chernin Entertainment, le film doit alors être écrit et réalisé par Ted Melfi. Cependant après son départ, Sony met le projet en pause. Finalement, en juillet 2020, Amazon Studios rachète les droits de l'ouvrage de J. R. Moehringer. George Clooney entre alors en négociations pour réaliser le film basé sur un scénario de William Monahan. George Clooney produit également le film avec son partenaire Grant Heslov via leur société Smokehouse. George Clooney devait initialement mettre en scène une adaptation du livre Ils étaient un seul homme de Daniel James Brown mais le projet est repoussé en raison de la pandémie de Covid-19. George Clooney est confirmé comme réalisateur en décembre 2020 et Ben Affleck est évoqué dans le rôle principal. La présence de Ben Affleck est confirmée officiellement en février 2021, alors que Tye Sheridan et Lily Rabe sont également engagés,. En mars 2021, Christopher Lloyd, Sondra James, Max Martini, Michael Braun, Matthew Delamater ou encore Max Casella rejoignent la distribution.

### Tournage
Le tournage débute le 22 février 2021 et s'achève en avril. Il se déroule dans le Massachusetts, notamment à Wakefield, Fitchburg, Lowell et Ashby.

## Sortie et accueil

### Dates de sortie
Le film est présenté en avant-première au festival du film de Londres le 10 octobre 2021. Avant sa diffusion mondiale sur Prime Video en janvier 2022, il connait une sortie limitée dans quelques salles américaines le 17 décembre 2021

### Critiques
Le film reçoit des critiques partagées. Sur l'agrégateur américain Rotten Tomatoes, il récolte 52% d'opinions favorables pour 136 critiques et une note moyenne de 5,6⁄10. Le consensus suivant résume les critiques compilées par le site : « C'est bien interprété et imprégné d'une lueur nostalgique chaleureuse, mais rien de tout cela n'est suffisant pour surmonter les passages somnolents et sentimentaux du Tender Bar ». Sur Metacritic, il obtient une note moyenne de 53⁄100 pour 36 critiques.
Dans Télérama, on peut notamment lire « Avec ce modeste biopic d’un journaliste américain, George Clooney convainc plus par son humanisme et son humour que par sa mise en scène ». Dans Le Monde l'avis global est similaire : « un bouillon de bons sentiments, figé dans une esthétique de carte postale des années 1970 ».

## Distinctions

### Nomination
- Golden Globes 2022 : meilleur acteur dans un second rôle pour Ben Affleck